# Темна академія
Темна академія (англ. Dark academia [dɑɹkˌæk.əˈdi.mi.ə], також іноді Дарк Академія) — стиль, естетика соціальних мереж та субкультура, що зосереджена навколо освіти, літератури/поезії, мистецтв та класичної грецької та готичної архітектури. Субкультура асоціюється з античним мистецтвом та класичною літературою. Як естетика набула популярності у 2017—2021 рр. у соцмережі TikTok.

## Естетика, стиль
Мода 1930-х і 1940-х років проглядається у стилі темної академії, особливо у предметах одягу, які носили студенти в Оксбриджу, школах Ліги Плюща та підготовчих школах того періоду. Деякі предмети гардеробу, найбільш пов'язані з естетикою: кардигани, блейзери, сукні-сорочки, плед-спідниці, оксфордське взуття та одяг, виготовлений з лоскута і твіду, палітра яких складається переважно з чорного, холодного білого, бежевого, коричневого, темно-зеленого, іноді темно-синього, кольорів.
Для стилю також характерна гендерфлюїдність (одяг не поділяється на чоловічий та жіночий). Поряд з «темною» нерідко виділяють стиль «світлої академії», для якої при такому ж акценті на класику, книги, любови до читання характерні світлі тони в одязі (бежевий, кремовий, білий), перевагу надають легшим тканинам і загальному позитивному настрою.
Субкультура також спирається на ідеалізовану естетику вищої освіти та академічних кіл, часто з відомими книгами та бібліотеками. Темна академія, як правило, використовує зображення готичної архітектури, світло свічок, темні дерев'яні меблі та щільні захаращені кімнати. Сезонна естетика осені є помітною.
Субкультура поділяє подібність із готською субкультурою, прагнучи романтизувати знахідки краси та поезії в темних темах.
Серед відео у TikTok із використанням стилю dark academia популярно використання музичного треку Little Dark Age, гурту MGMT.

## Історія
Створення темної академії як літературного жанру приписується роману Донни Тартт «Таємна історія» (1992). Він розповідає історію вбивства, яке сталося в групі студентів-класиків у коледжі Нової Англії. Серія книг та фільмів Джоан Роулінг «Гаррі Поттер», фільм «Товариство мертвих поетів» (1989) та фільм «Убий своїх улюбленців» (2013) також вважаються такими, що сприяли генезу субкультури.Ще одним натхненником для цієї субкультури послужив роман М. Л. Ріо «Якби ми були злодіями». Серед інших книг — «Чорна крейда» Крістофер Дж Ейтс, «Пікнік у Висячої скелі» Джоан Ліндсей, «Дев'ятий будинок» Лі Бардуго. Ці твори можна назвати літературою, яка створила дарк академію як стиль (естетику), і їх слід відрізняти від літературного жанру dark academia (див. наступний розділ).
Темні академічні круги популяризували в Instagram користувачі Ryan Taylor та Maria Teresa Negro у 2017 році.
Зростання популярности темних наукових кіл під час пандемії COVID-19 приписується припиненню роботи шкіл.

## Жанр літератури
Також, темна академія — неофіційний термін для художніх творів, сюжет яких обертається навколо академічного кампуса. В літературі це явище отримало назву університетського роману (campus novel, academic novel). Жанру в його нинішньому вигляді існує на початку 1950-х років. Академічної спільноти на Мері Маккарті, опублікована в 1952 році, який часто називають раннім прикладом літературної dark academia, хоча в баштах факультет: академічного Роману і його невдоволення, Елейн Шоуолтер обговорює Ч. П. Сноуз Майстрів, за попередній рік.
Багато відомих романів жанру campus novel / dark academia, такі як «Щасливий Джим» Кінгслі Эймиса і «Девід Лодж», є комічними або сатиричними, часто протиставляючи інтелектуальні домагання і людські слабкості. Деякі, проте, намагаються серйозно поставитися до університетського життя; прикладами можуть служити «Майстри» К. П. Сноу, «Ганьба» Дж. М. Кутзее , «Людська пляма» Філіпа Рота. Романи зазвичай розповідають від особи викладача/вчителя (наприклад, «Щасливчик Джим») або студента (наприклад, «Я Шарлотта Сіммонс» Тома Вулфа). ТТакі романи, як «Brideshead Reveited» Евелін Во, що зосереджуються на студентах, а не на викладачах, часто вважаються належними до окремого жанру, який іноді називають varsity novels.
Піджанр — таємниця вбивства в кампусі, де закрита університетська обстанова замінює позаміський будинок детективних романів «Золотий вік»; серед прикладів — містерії Гервази Фен Дороті Л. Саєрз «Gaudy Night», загадки Керолін Голд Хайльбрун та Колін Декстер «Тихий світ» Ніколаса Квінна.
Художні твори в жанрі темної академії містять елементи сатири, трагедії та філософії. У них популяризуються і романтизує гуманітарні науки, перш за все історія і філологія: вони нерідко є об'єктами пристрасті головних героїв. Оскільки темна академія зосереджена навколо студентського життя, більшість історій так чи інакше розкривають тему дорослішання. Підіймаються теми морального розкладання, моральної невизначености, коли є містика і натяк на надприродне, часто зустрічаються певні типи персонажів або сюжетів. Найчастіше історія обертається навколо вбивства або загадкової смерті одного з героїв; нерідко трагічна доля персонажа пов'язана з його сексуальною орієнтацією. Романи в жанрі «темної академії» розповідають про життя студентів, які роблять незвичайні або навіть божевільні вчинки: один з критиків визначив цей жанр, як «амбітні студенти вбивають однокурсників». Персонажі часто пов'язані міцною дружбою, часто переходить в любов або одержимість; нерідко один з персонажів — виходець з бідної сім'ї, а його однокурсники — багатії. Значне місце в романах цього жанру займають філософські бесіди героїв, що відбивають їх інтерес до стародавніх мов, літератури, історії, цитати з літературних чи історичних творів, поезії.

### Приклади англійськомовних творів
- The Masters by C. P. Snow (1951)
- The Groves of Academe by Mary McCarthy (1952)
- Lucky Jim by Kingsley Amis (1954)
- Pictures from an Institution by Randall Jarrell (1954)
- Anglo-Saxon Attitudes by Angus Wilson (1956)
- A New Life by Bernard Malamud (1961)
- Stoner by John Williams (1965)
- The Sterile Cuckoo by John Nichols (1965)
- Been Down So Long It Looks Like Up to Me by Richard Farina (1966)
- Giles Goat-Boy, Or, The Revised New Syllabus by John Barth (1966)
- The War Between the Tates by Alison Lurie (1974)
- Porterhouse Blue by Tom Sharpe (1974)
- Changing Places by David Lodge (1975)
- The History Man by Malcolm Bradbury (1975)
- The Silent World of Nicholas Quinn (The Morse Series) by Colin Dexter (1977)
- The Professor of Desire by Philip Roth (1977)
- La Polka piqué by Maurice Couturier 1982
- The Big U by Neal Stephenson (1984)
- Small World by David Lodge (1984)
- White Noise by Don DeLillo (1985)
- Crossing to Safety by Wallace Stegner (1987)
- The Rules of Attraction by Bret Easton Ellis (1987)
- Nice Work by David Lodge (1988)
- Possession: A Romance by A. S. Byatt (1990)
- The Crown of Columbus by Louise Erdrich and Michael Dorris (1991)
- The Secret History by Donna Tartt (1992)
- Tam Lin by Pamela Dean (1992)
- Japanese by Spring by Ishmael Reed (1993)
- Galatea 2.2 by Richard Powers (1995)
- Wonder Boys by Michael Chabon (1995)
- Moo by Jane Smiley (1995)
- Death Is Now My Neighbour (The Morse Series) by Colin Dexter (1996)
- Making History by Stephen Fry (1996)
- As She Climbed Across the Table by Jonathan Lethem (1997)
- Straight Man by Richard Russo (1997)
- Disgrace by J.M. Coetzee (1999)
- The Human Stain by Philip Roth (2000)
- Thinks … by David Lodge (2001)
- The Lecturer's Tale by James Hynes (2001)
- Starter for Ten by David Nicholls (2003)
- The Tatami Galaxy by Tomihiko Morimi (2004)
- I Am Charlotte Simmons by Tom Wolfe (2004)
- On Beauty by Zadie Smith (2005)
- Indignation by Philip Roth (2008)
- Invisible by Paul Auster (2009)
- The Marriage Plot by Jeffrey Eugenides (2011)
- The Art of Fielding by Chad Harbach (2011)
- Death of the Black-Haired Girl by Robert Stone (2013)
- Cow Country by Adrian Jones Pearson (2015)
- Normal People by Sally Rooney (2018)
- Ninth House by Leigh Bardugo (2019)
- Real Life by Brandon Taylor (2020)

## Критика
Письменниця Зої Робертсон заявила, що субкультура спирається на «спокусливі зображення похмурої екстравагантности» і нагадує їй «побачити гниль в основах установи, від якого я не можу триматися подалі, і всупереч цьому побудувати свою власну школу». Один письменник порівняв її з cottagecore, заявивши, що, хоча котеджкору потрібен будинок в селі й вільний час для творчости, «вдягнути блейзер і читати Достоєвського набагато простіше».
Деякі коментатори пояснюють зростання популярности цієї субкультури реакцією на скорочення фінансування університетів. Письменник Езара Нортон заявив, що це «показує глибоке розчарування з [освітніми моделями, які знецінюють знання, якщо вони не можуть бути використані для отримання прибули], і прагнення до вільного простору для навчання, не обтяженому неоліберальним порядком денним».
Частково у відповідь на зростання субкультури, пов'язана з нею субкультура light academia пережила зростання популярности, часто відрізняючись легшою і м'якою естетикою і більш явним акцентом на позитивність.
Ця естетика піддавалася критиці за те, що була європоцентрична, часто зосереджуючись майже виключно навколо творів і мод, створених білими жителями Заходу і спрямованих на них. Деякі коментатори відзначали, що художній канон класики, на який спирається субкультура, історично був обраний на основі явно расистських ідеалів. Dark academia також піддавалася критиці як така, що потенційно романтизує колоніалізм, частково спираючись на естетику елітарного британського панівного класу 19-го і початку 20-го століть
Інші коментатори стверджували, що субкультура приділяє занадто багато уваги естетиці мистецтва і вищої освіти замість належного вивчення цих творів і супутнього розуміння. Він також зіткнувся з критикою за потенційну гламуризацію нездорової поведінки, такої як позбавлення сну, перевтома й одержимість. Потенційна пропаганда надмірного споживання алкоголю і кофеїну також була джерелом критики.